# Nedelya Point
Nedelya Point är en udde i Antarktis. Den ligger i Sydshetlandsöarna. Argentina, Chile och Storbritannien gör anspråk på området.
Terrängen inåt land är platt söderut, men åt sydost är den kuperad. Havet är nära Nedelya Point åt nordväst. Trakten är obefolkad. Det finns inga samhällen i närheten. 